# Raymond S. Springer
Raymond Smiley Springer, född 26 april 1882 i Rush County i Indiana, död 28 augusti 1947 i Connersville i Indiana, var en amerikansk politiker (republikan). Han var ledamot av USA:s representanthus från 1939 fram till sin död.
Springer efterträdde 1939 Finly Hutchinson Gray som kongressledamot och avled 1947 i ämbetet.
Springer ligger begravd på Dale Cemetery i Connersville.